# Tutto quello che un uomo
Tutto quello che un uomo è un singolo del cantautore italiano Sergio Cammariere, pubblicato nel 2003 come unico estratto dalla riedizione del primo album in studio Dalla pace del mare lontano.

## Descrizione
Il brano rappresenta l'unico inedito presente nella ristampa ed è stato presentato per la prima volta dal vivo in occasione della partecipazione di Cammariere al Festival di Sanremo 2003, dove si è classificato terzo nella serata conclusiva ma si è aggiudicato il Premio della Critica e il Premio Volare per la migliore musica.
Ha raggiunto la top 5 dei brani più trasmessi in radio. Nel dicembre 2021, a oltre 18 anni dalla pubblicazione, il singolo è stato certificato disco d'oro dalla FIMI per le oltre 35 000 unità vendute.

## Tracce
1. Tutto quello che un uomo – 4:14 (testo: Roberto Kunstler – musica: Sergio Cammariere)
2. My Song – 5:30 (Keith Jarrett)
3. Sorella mia – 4:27 (testo: Roberto Kunstler – musica: Sergio Cammariere, Roberto Kunstler)

## Formazione
- Sergio Cammariere – pianoforte, voce
- Amedeo Ariano – batteria
- Luca Bulgarelli – contrabbasso
- Fabrizio Bosso – tromba, flicorno soprano
- Luca Giustozzi – trombone
- D.I.M.I. – strumenti ad arco
- Peppe Vessicchio – arrangiamento e conduzione strumenti ad arco
- Ciro Caravano – collaborazione per gli strumenti ad arco

## Classifiche
| Classifica (2003) | Posizione massima |
| ----------------- | ----------------- |
| Italia            | 4                 |

## Cover
La cantante Mina ha realizzato una propria versione per il suo album del 2023 Ti amo come un pazzo.